# Joel Alme
Joel Sebastian Henriksson Alme, född 10 mars 1980 i Göteborg, är en svensk musiker, sångare och låtskrivare. 

## Biografi
Alme växte upp med sin mor, styvfar och syster i Majorna i Göteborg och flyttade senare till Brännö. Det var en uppväxtmiljö med mycket missbruk och sociala problem runt omkring och det har präglat hans livssyn och låtskapande. I sin ungdom var han målvakt i juniorishockey för Frölunda HC med ett SM-guld för B-juniorer när han var 17 år. När han slutade med ishockey lämnade han över sina benskydd till New York Rangers blivande målvakt, Henrik Lundqvist, som också spelade för samma klubb då. Han gick på Schillerska gymnasiet och först i 21-årsåldern började han ägna sig åt musik och lärde sig spela gitarr.
Han har varit medlem i bandet Spring in Paris och spelat bas i Hästpojken. År 2008 släppte han sitt engelskspråkiga debutalbum A Master of Ceremonies med bland annat låten "The Queen's Corner". Han har också skrivit IFK Göteborgs nuvarande inmarschsång, "Snart skiner Poseidon", som 2009 ersatte den tidigare "Heja Blåvitt" och som delar melodi med hans tidigare låt ”A Young Summer's Youth och Hästpojkens låt "Utan personlig insats”. Inmarschversionen gick upp på iTunes singellistas förstaplats den 7 december 2011. 
I januari 2010 släpptes hans andra studioalbum, Waiting for the Bells. Den första singeln från skivan är "You will only get it once". Tredje albumet A Tender Trap följde 2012 och i mars 2015 släpptes hans första skiva på svenska, Flyktligan, där han djupare behandlar sin uppväxt och bakgrund.
Joel Almes låtar används i den amerikanska indiefilmen Happy Christmas (2014), som premiärvisades på Sundance Film Festival och nominerades till ett av jurypriserna, med Lena Dunham och Anna Kendrick i huvudrollerna. Almes musik vävs också in i handlingen och nämns i dialog.
Han var 2015 en av gästerna i SVT:s Jills veranda, där han bland annat spelade på ett fängelse i Nashville.
2018 spelade Alme in en ny, mer avskalad och akustisk version av sin låt "If you got somebody waiting" för en reklamfilm för bilföretaget Volvo.
Den 30 september 2022 släppte Alme albument Sköt er själva så sköter jag inte mitt på Razzia Records. Flera av låtarna behandlar platser och människor under hans upptäxtår i Göteborg. Spåret Blomman handlar om en blomsterförsäljare vid det lilla torget där Landsvägsgatan möter Linnégatan (Ernst Jungens Plats). För väldigt många lögner sen baseras delvis på Almes minnen kring Stora dammen intill Villa Belparc i Slottsskogen.

## Diskografi

### Studioalbum
- 2008 – A Master of Ceremonies
- 2010 – Waiting for the Bells
- 2012 – A Tender Trap
- 2015 – Flyktligan
- 2019 – Bort bort bort
- 2022 – Sköt er själva så sköter jag inte mitt

### Singlar
- 2008 – The Queen's Corner
- 2008 – Always on My Mind
- 2009 – Snart skiner Poseidon
- 2010 – If You Got Somebody Waiting
- 2010 – You Will Only Get It Once
- 2010 – No Class
- 2012 – A Tender Trap
- 2015 – Backa tiden
- 2015 – Våran sort
- 2018 – If You Got Somebody Waiting (Acoustic Version)
- 2019 – Så kanske vinden
- 2019 – Jag kommer inte undan
- 2022 – Ge mig nåt som ger mig nåt
- 2022 – Brev från botten